# Conor Hourihane
Conor Hourihane, född 2 februari 1991, är en irländsk fotbollsspelare som spelar för Derby County.

## Klubbkarriär

### Tidig karriär
Hourihane började spela fotboll i Bandon AFC. Som 14-åring gick han till Douglas Hall AFC.
Sommaren 2007 gick Hourihane till engelska Sunderland. I juli 2010 värvades Hourihane av Ipswich Town, där han skrev på ett ettårskontrakt. Hourihane spelade dock aldrig någon A-lagsmatch för antingen Sunderland eller Ipswich Town.

### Plymouth Argyle
Den 30 juli 2011 värvades Hourihane av Football League Two-klubben Plymouth Argyle, där han skrev på ett tvåårskontrakt. Hourihane debuterade den 6 augusti 2011 i en 1–1-match mot Shrewsbury Town. I januari 2013 blev han utnämnd till lagkapten. Hourihane spelade totalt 125 ligamatcher och gjorde 15 mål.

### Barnsley
Den 23 juni 2014 värvades Hourihane av Barnsley, där han skrev på ett treårskontrakt. Hourihane debuterade i Football League One den 9 augusti 2014 i en 1–0-förlust mot Crawley Town. Det blev en lyckad start i Barnsley för Hourihane som blev utsedd till "Månadens spelare i Football League One" för augusti 2014. I december 2015 blev han utsedd till klubbens lagkapten.
Säsongen 2015/2016 var Hourihane med och vann Football League Trophy efter att Barnsley besegrat Oxford United med 3–2 i finalen. Under samma säsong blev Barnsley även uppflyttade till Championship, efter att ha besegrat Millwall med 3–1 i playoff-finalen. Efter en lyckad start på säsongen 2016/2017 blev Hourihane utsedd till "Månadens spelare i Championship" för augusti 2016. Totalt spelade han 112 ligamatcher för Barnsley och gjorde 29 mål.

### Aston Villa
Den 26 januari 2017 värvades Hourihane av Aston Villa, där han skrev på ett 3,5-årskontrakt. Den 31 januari 2017 debuterade Hourihane i en 3–0-förlust mot Brentford. Den 28 februari 2017 gjorde han sitt första mål i en 2–0-vinst över Bristol City. Under sin första säsong i klubben spelade han 17 ligamatcher och gjorde ett mål.
Den 19 augusti 2017 gjorde Hourihane ett hattrick i en 4–2-vinst över Norwich City. I juli 2019 förlängde han sitt kontrakt i Aston Villa.
Den 20 januari 2021 lånades Hourihane ut till Swansea City på ett låneavtal över resten av säsongen 2020/2021. Den 30 augusti 2021 lånades han ut till Sheffield United på ett säsongslån.

### Derby County
Den 6 juli 2022 värvades Hourihane av League One-klubben Derby County, där han skrev på ett tvåårskontrakt.

## Landslagskarriär
Hourihane debuterade för Irlands landslag den 28 mars 2017 i en 1–0-förlust mot Island.